# Заводоуковский городской округ
Заводоуко́вский муниципа́льный о́круг — муниципальное образование в Тюменской области России.
В рамках административно-территориального устройства области расположен в границах двух административно-территориальных единиц: Заводоуковский район и город Заводоуковск.
Административный центр — город Заводоуковск.

## География
Заводоуковский городской округ граничит с Упоровским, Ялуторовским, Юргинским, Омутинским и Армизонским муниципальными районами области.
По территории района протекает река Тобол и правый приток Тобола — река Ук.

## Население
| 2010    | 2011    | 2012    | 2013    | 2014    | 2015    | 2016    |
| ------- | ------- | ------- | ------- | ------- | ------- | ------- |
| 46 748  | ↗46 782 | ↘46 079 | ↘45 910 | ↗46 076 | ↗46 372 | ↗46 760 |
| 2017    | 2018    | 2019    | 2020    | 2021    | 2021    |         |
| ↗46 960 | ↘46 820 | ↘46 587 | ↗46 768 | ↗47 626 | →47 626 |         |

### Урбанизация
В городских условиях (город Заводоуковск) проживают  56,9 % населения городского округа.

## История
Заводоуковский городской округ был образован 1 января 2005 года в рамках организации местного самоуправления в границах Заводоуковского района и города областного значения Заводоуковска.
Административно-территориальная единица Заводоуковский район сохранила свой статус.

## Населённые пункты
В состав городского округа входят 47 населённых пунктов, в том числе 1 город.
| №  | Населённый пункт | Тип населённого пункта | Население |
| -- | ---------------- | ---------------------- | --------- |
| 1  | Заводоуковск     | город                  | ↗27 100   |
| 2  | Бигила           | село                   | 579       |
| 3  | Боровинка        | село                   | 719       |
| 4  | Гилёво           | село                   | 686       |
| 5  | Горюново         | село                   | 479       |
| 6  | Дронова          | деревня                | 455       |
| 7  | Зерновой         | посёлок                | 51        |
| 8  | Каменка          | деревня                | 63        |
| 9  | Карасье          | деревня                | 8         |
| 10 | Колесниково      | село                   | 999       |
| 11 | Комарова         | деревня                | 109       |
| 12 | Комиссарово      | село                   | 53        |
| 13 | Комсомольский    | посёлок                | 810       |
| 14 | Кошелева         | деревня                | 109       |
| 15 | Красная          | деревня                | 155       |
| 16 | Криволукский     | посёлок                | 2         |
| 17 | Лебедёвка        | посёлок                | ↘1446     |
| 18 | Лесной           | посёлок                | 284       |
| 19 | Марково          | село                   | 142       |
| 20 | Мичуринский      | посёлок                | 497       |
| 21 | Нижнеингал       | деревня                | 186       |
| 22 | Новая Заимка     | село                   | ↗4210     |
| 23 | Новозаимская     | деревня                | 173       |
| 24 | Новолыбаево      | село                   | 925       |
| 25 | Озерки           | посёлок                | 254       |
| 26 | Падун            | село                   | 1904      |
| 27 | Першино          | село                   | 550       |
| 28 | Плюхина          | деревня                | 60        |
| 29 | Покровка         | деревня                | 66        |
| 30 | Пономарева       | деревня                | 275       |
| 31 | Речной           | посёлок                | 287       |
| 32 | Сединкино        | село                   | 231       |
| 33 | Семеново         | село                   | 186       |
| 34 | Сосновка         | село                   | 715       |
| 35 | Старая Заимка    | село                   | 613       |
| 36 | Степной          | посёлок                | 214       |
| 37 | Сунгурово        | село                   | 269       |
| 38 | Тумашово         | село                   | 411       |
| 39 | Тумашовский      | посёлок                | 74        |
| 40 | Уково            | посёлок                | 12        |
| 41 | Урожайный        | посёлок                | 304       |
| 42 | Участок 24 км    | посёлок                | 5         |
| 43 | Центральный      | посёлок                | 358       |
| 44 | Шестаково        | село                   | 386       |
| 45 | Шиликуль         | село                   | 122       |
| 46 | Щучье            | деревня                | 533       |
| 47 | Яковлево         | село                   | 199       |

30 марта 2006 года деревня Старолыбаева была присоединена  к селу Новолыбаево.
7 июня 2008 года был упразднен поселок Ольховка.

## Почётные граждане Заводоуковского городского округа
На 8 июня 2022 года:
- Агафонов Леонид Устинович (11.09.1935 — 15.06.2004)
- Агеев Виктор Гаврилович (7.08.1937)
- Андреева Галина Васильевна (2.04.1932 — 11.01.2021) — учительница Заводоуковской средней школы № 1
- Архипов Веденей Иванович (6.12.1925 — 25.01.2016)
- Бауэр Артур Андреевич (12.10.1938)
- Гетте Виталий Валентинович (26.01.1952 — 18.11.2011)
- Горбунов Павел Владимирович (25.12.1921 — 14.02.2007)
- Гордеев Сергей Алексеевич (16.03.1949)
- Горохов Александр Алексеевич (16.10.1949)
- Данченко Клавдия Яковлевна (22.10.1931 — 8.08.2012)
- Долгополов Юрий Александрович (17.11.1945)
- Дружинина Екатерина Николаевна (31.10.1904 — 4.02 1994)
- Дубовицкий Андрей Андреевич (1.01.1962)
- Женихов Борис Николаевич (5.06.1936)
- Захаров Сергей Петрович (15.06.1919 — 27.01.2004)
- Иконников Аркадий Дмитриевич (20.08.1917 — 12.11.1990)
- Иконников Валентин Иванович (6.12.1945 — 19.02.2021) — глава администрации Заводоуковского района
- Колосов Владимир Михайлович (1.01.1945)
- Конарева Зинаида Константиновна (28.12.1931 — 14.05.2018)
- Кравчук Александра Игнатьевна (12.11.1926)
- Ларионов Николай Андреевич (2.02.1922 — 29.01.2017)
- Лумпов Леонид Иванович (26.11.1937 — 25.05.2021) — электросварщик завода «Тюменьсельмаш»
- Мерзляков Степан Федорович (31.07.1923 — 17.10.2016)
- Молоков Анатолий Алексеевич (27.03.1938 — 23.08.2021) — директор Заводоуковского отделения Тюменского управления «Межрайонгаз»
- Мурашева Татьяна Андреевна (24.07.1944)
- Овсянкин Василий Игнатьевич (8.03.1932)
- Панасенко Екатерина Ивановна (13.11.1946)
- Петров Анатолий Митрофанович (19.04.1926 — 17.01.1998)
- Подойников Павел Петрович (7.09.1963)
- Полетаев Александр Михайлович (23.02.1931 — 28.01.2005)
- Предигер Иоганес Иоганесович (15.12.1930 — 23. 11.2007)
- Птицина Анна Григорьевна (28.12.1919 — 11.07.2020) — заслуженный учитель школы РСФСР
- Птицын Анатолий Леонидович (15.04.1911 — 9.10.1997)
- Рожков Сергей Савватеевич (23.03.1955)
- Рыкова Галина Петровна (13.02.1946)
- Стрельникова Анна Митрофановна (15.11.1931 — 14.10.2016)
- Тихонова Валентина Андреевна (4.11.1935)
- Уланова Зоя Константиновна (24.11.1927 — 28.02.2011)
- Шабуров Анатолий Владимирович (29.08.1938 — 27.10.2020) — начальник пассажирской колонны
- Юдина Валентина Кузьминична (28.07.1926 — 6.04.2002)
- Яковлева Тамара Дмитриевна (18.10.1930 — 23.09.2003)

## Достопримечательности
- памятники археологии федерального значения (III тыс. до н. э. — I тыс. н. э.):
  - поселение «Гилёва-VIII»
  - укреплённое поселение «Гилёва-VI»
  - комплекс памятников — городища «Старо-Лыбаево-I», «Старо-Лыбаево-II» и «Устюг-II», курганные группы «Остров», «Старо-Лыбаево-IV», «Старо-Лыбаево-V», «Старо-Лыбаево-VI» и «Устюг-I», поселения «Старо-Лыбаево-VII», «Старо-Лыбаево-IX», «Устюг-III», «Ук-VIII», «Ук-IX», «Ук-X», «Ук-XI», «Ук-XII», «Ук-XIII», «Ук-XIV» и «Ук-XV», селище «Старо-Лыбаево-III»
- региональный заказник Комиссаровский (4 000 га)
- региональный памятник природы Новозаимский парк (58 га)
- региональный памятник природы «Колмаковский парк» (6 га)
- региональный памятник природы «Падунский» (535 га)

## Интересные факты
- Заводоуковский городской округ является самым большим по площади городским округом на юге Тюменской области. Его площадь(2976 км² по данным OpenStreetMap) в 6 раз превышает площадь городского округа Тюмень (490 км² по данным OpenStreetMap).